# ميكي ياماني
ميكي ياماني (باليابانية: 山根 視来) (22 ديسمبر 1993 في يوكوهاما في اليابان – )؛ هو لاعب كرة قدم كان يلعب كلاعب وسط.

## وصلات خارجية
- ميكي ياماني على موقع رابطة كرة القدم اليابانية للمحترفين (اليابانية)
- ميكي ياماني على موقع الدوري الأمريكي (الإنجليزية)
- ميكي ياماني على موقع إي إس بي إن إف سي (الإنجليزية)
- ميكي ياماني على موقع قاعدة بيانات كرة القدم.إي يو (الإنجليزية)
- ميكي ياماني على موقع ناشيونال فوتبول تيمز (الإنجليزية)
- ميكي ياماني على موقع Soccerbase.com (لاعب) (الإنجليزية)
- ميكي ياماني على موقع Soccerway.com (الإنجليزية)
- ميكي ياماني على موقع عالم كرة القدم.نت (الإنجليزية)